# 技術的収束
技術的収束（きじゅつてきしゅうそく、英: technological convergence）とは、もとは無関係であった技術がその進歩に伴って次第に1つの機器や媒体に統合されていくことである。

## 提唱
コリン・R・ブラックマンは1998年にテクノロジー・サービスと産業構造の進化の傾向として技術的な収束を指摘している。技術的収束の傾向が指摘された後、より具体的に、通信、コンピュータ、放送が単一のデジタル・ビットストリームに集約されることを指す用語とされたしかしながら、Muellerは技術的収束について、異なる技術や産業が融合していくことを本質としているのではなく、その本質はデジタル・コンピュータという1つの技術がすべての媒体を乗っ取っていくことであると指摘している。Siddhartha Menonは技術における収束について2006年の報告書において、「携帯電話やデータ放送、情報技術インフラなどの多数の媒体がネットワークアーキテクチャによる単一でシームレスな万能のプラットフォームに統合される尺度によって測られる変化の進歩」と記述している。

## 事例

### スマートフォン

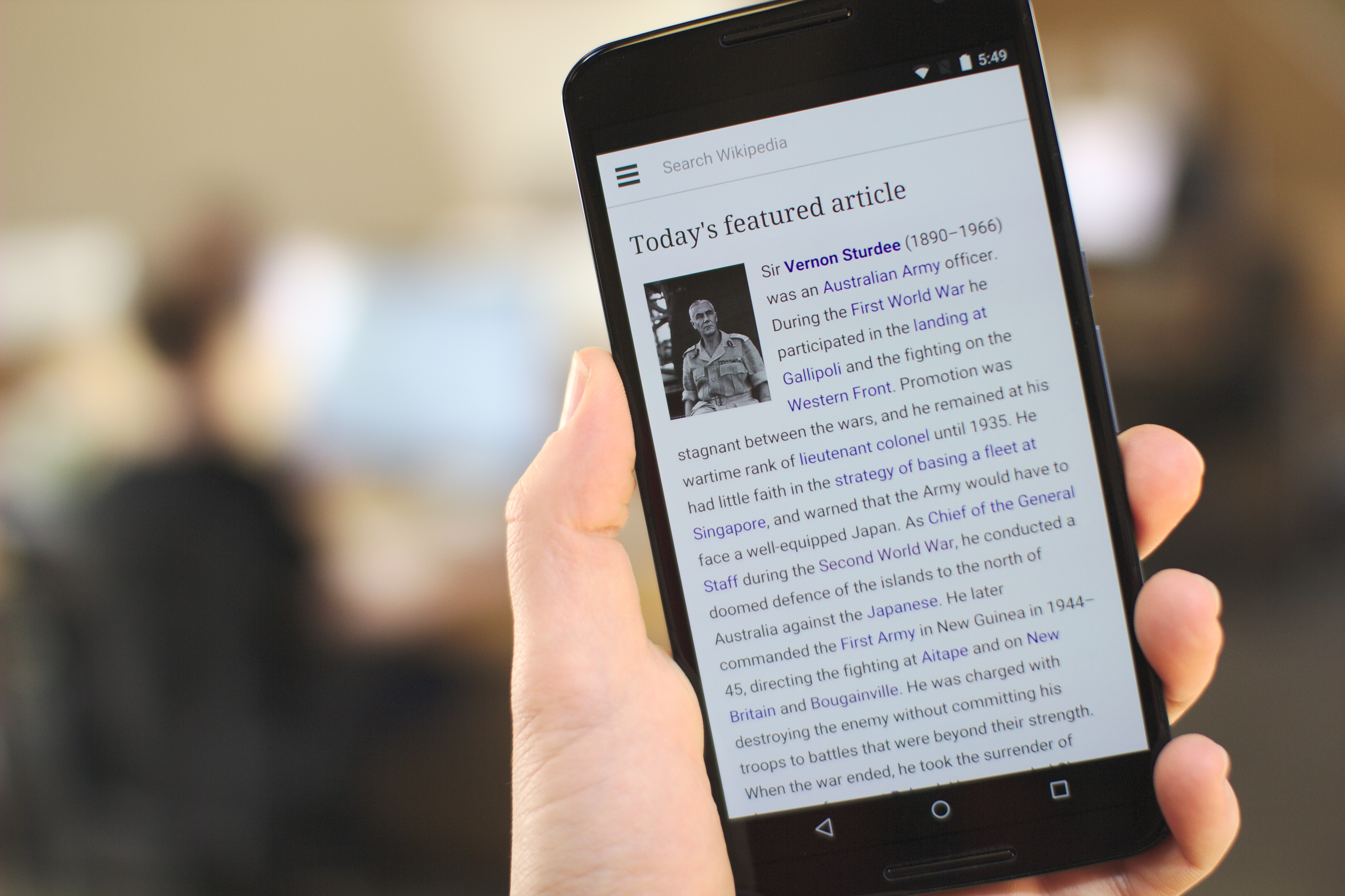
スマートフォン

スマートフォンは技術的収束の最たる例である。スマートフォンは電話、コンピュータ、カメラ、音楽再生機器、テレビ、位置情報機器やナビゲーション機器などの独立した技術を1つの機器、または技術としたものである。

### IoTデバイス
モノのインターネット(IoT）とは、様々な「モノ（物）」がインターネットに接続され、通信することにより相互に制御する仕組みである。IoTデバイスはモノのインターネットにおける「モノ」にあたる。既存の技術にインターネットを組み込むIoT産業においては、新しい製品やサービスが作り出されている。また、IoT産業の登場以来、新興企業も積極的にこの業界へ参入している。

## デジタル・コンバージェンス
同様の用語としてIfeanyi O. Asonyeが提唱したデジタルコンバージェンス(英語: Digital Convergence)がある。Ifeanyi O. Asonyeによると、デジタルコンバージェンスとは基盤となるデジタル技術の要素や音声、文章、ビデオ、写真、放送、プレゼンテーション、グローバル接続、パーソナライズされたサービスなどの機能を呼び起こすことを意味し、これらの1つの機能を複数の電子機器から1つの統合されたコンピュータを介したコミュニケーションのシステムとして組み合わせることにより、個人が多くの新しく違った方法で対話や遊び、コミュニケーション、協力、情報共有を可能にするとしている。平たく言うと、デジタル技術によってコンピュータと家電、放送と通信など様々な産業が新たな1つの産業として収斂していくことを意味する。アクセスする機器やコンテンツの融合によって、業界関係者による事業や戦略の共通化が可能になった。特にデジタル製品企業では製品開発や成長戦略において新たな機会が生み出されている。

## 関連文書
- Jenkins, H. Convergence Culture: Where Old and New Media Collide. New York: New York UP, 2006. Print.
- Artur Lugmayr, Cinzia Dal Zotto, Media Convergence Handbook, Vol 1. and Vol. 2, Springer-Verlag, 2016